# جعفر یمین‌الممالک
میرزا جعفر خان یمین الممالک اسفندیاری دولت‌مرد و دیپلمات دوره قاجار بود.

## زندگی
میرزا جعفر خان فرزند میرزا محمد خان صدیق الملک (از اعضای وزارت امور خارجه) و برادر کوچکتر حسن اسفندیاری (سیاستمدار و دولت‌مرد اواخر دوران قاجار و اوایل پهلوی) در سال ۱۲۸۴ هجری قمری (۱۲۴۷ خورشیدی) در تهران به دنیا آمد. در رشته مهندسی دارالفنون تحصیل کرد و به استخدام اداره نامه نگاری وزارت امورخارجه درآمد. طی مدارج ترقی، به ریاست اداره دول غیرهمجوار و ملل متنوعه و سپس اداره عثمانی و اداره کل تذاکر (گذرنامه) و اداره محاسبات رسید. سپس به کارپردازی کل عراق عرب منصوب شد. هنگامی که محمدعلی شاه مجلس را به توپ بست در بغداد بود و از خدمت کناره گیری کرد. پس از خلع محمدعلی شاه به تهران احضار و حاکم پایتخت و سپس حاکم مازندران شد. در ۲۹ دی ۱۲۸۹ عبدالحسین میرزا فرمانفرما وزیر جنگ وقت او را به عنوان معاون خود به مجلس معرفی کرد.  سپس به معاونت وزارت خارجه و معاونت نخست وزیر رسید. 
در سال ۱۲۹۶ خورشیدی هنگام عبور از خیابان شاه آباد (جمهوری اسلامی کنونی) تهران، شخصی او را با حاج یمین الملک وزیر دارایی وقت اشتباه گرفت و با تیشه به او حمله کرد. او بر اثر ضربه، یک هفته بعد در بیمارستان آمریکایی درگذشت. میرزاجعفر خان به برادر کوچکترش حاج محتشم السلطنه و پسرش اسدالله یمین اسفندیاری وصیت کرد از مجازات قاتل صرف نظر کنند. 

## از نگاه دیگران
محمود علامیر که در اواخر سلطنت مظفرالدین‌شاه معاونت وزارت امور خارجه را به عهده داشت و با یمین‌الممالک همکار بود، درباره او می‌نویسد:
«یمین‌الممالک جوان خوشگل و خوب‌روی، ساده و با حقیقت و حسن اخلاق بود. از فقرا دستگیری می‌کرد و نسبت به همه با درستی رفتار می‌نمود. تملق و دورویی و دروغگویی نداشت. در اولین برخورد ظاهرش قدری نچسب بود، اما باطنش فی‌الواقع پاک و باصفا بود. اطلاعاتش زیاد نبود ولی برای برای کاری که به عهده داشت، اطلاعاتش کافی بود.»

## خانواده
یمین‌الممالک با فرخ‌لقا خانم دختر میرزا علی‌نقی‌خان حکیم‌الممالک ازدواج کرد و صاحب سه پسر و دو دختر شد. فرزندان او عبارت بودند از:
- حسین‌خان یمین‌حضور
- اسدالله یمین اسفندیاری، پس از پدر لقب یمین‌الممالک گرفت
- موسی نوری اسفندیاری (موفق‌السلطنه)
- شمس‌السلطنه اسفندیاری، همسر سید شمس‌الدین سجادی (پسر آقا محسن عراقی)
- ایران‌الدوله اسفندیاری، همسر سید کاظم سجادی (پسر سید شمس‌الدین از دختر حکیم‌الممالک)